# Lorenzo López Mulero
Lorenzo López Mulero (Medina de Rioseco, 12 de mayo de 1889- Burdeos, 14 de febrero de 1972) fue alcalde de Oviedo.

## Biografía
Destacado dirigente socialista. Ejerció, desde su juventud, el oficio de encuadernador y como tal llegó a ser premiado en la Exposición Nacional de París de 1945. En su adolescencia se afilió a las Juventudes Socialistas y poco después, cuando tenía poco más de veinte años, se traslada a Oviedo, donde va a ser presidente de dichas Juventudes y también del Sindicato de Impresores. Trabajó como oficial en el taller de encuadernación de su correligionario Bonifacio Martín, pero, ya antes de 1918, abrió su propio taller en la casa que después fue derribada para construir la que hoy lleva el número 34 de la calle del Rosal. Aquel modesto establecimiento, que fue escuela de verdaderos artistas del oficio, fue también lugar de parada de intelectuales de todas clases, y, especialmente, de políticos socialistas. Allí recalo Indalecio Prieto cuando, de incógnito, fue a Asturias en vísperas del desembarco de armas del "Turquesa", pues López Mulero, miembro activo del PSOE y de la UGT, formó parte del comité que preparó la Revolución de 1934. 
Desde la llegada de la República, era López Mulero concejal del Ayuntamiento de Oviedo y como tal, presidió la comisión de Instrucción Pública, lo que le llevó a polemizar desde las páginas de "Avance" con el Inspector de Primera Enseñanza, sr. Onieva, que, como director de La Voz de Asturias, le replicaba desde dicho periódico. 
Al ser dominada la revolución de 1934, hubo de huir a Francia -en el interior de un ataúd, según se dijo entonces- y permaneció en el exilio, hasta que, producido el triunfo del Frente Popular en las elecciones de 16 de febrero de 1936, regresó a Oviedo y fue nombrado alcalde, cargo del que se posesionó el 13 de marzo de 1936. Cuatro meses después, el 19 de julio, se halla en el Gobierno Civil con el gobernador Liarte Lausín y los líderes del Frente Popular: Belarmino Tomás, Graciano Antuña, Amador Fernández, González Peña, Juan Ambou y otros, cuando se produce la sublevación del coronel Aranda. Logra salir de la ciudad, y ya en plena guerra civil, es nombrado delegado gubernativo de Trubia y de Gijón, población esta en la que siguió manteniendo la condición de alcalde de Oviedo. Al derrumbarse el frente asturiano logra pasar a Francia y desde allí a Barcelona para desempeñar los cargos de Inspector de Refugiados y Jefe de la Aduana de Port-Bou. Terminada la guerra, se exilia, de nuevo, en Francia y reside en Burdeos hasta su muerte. Durante su exilio, se ocupó en la reorganización del Partido y de la UGT y fue presidente del comité local del PSOE.
| Predecesor: Francisco González Castañón | Alcalde de Oviedo 13 de marzo de 1936 - 18 de julio de 1936 | Sucesor: Carlos Rodríguez Almeida |

- Datos: Q6680755